# 1.º Forte de Castelo Branco

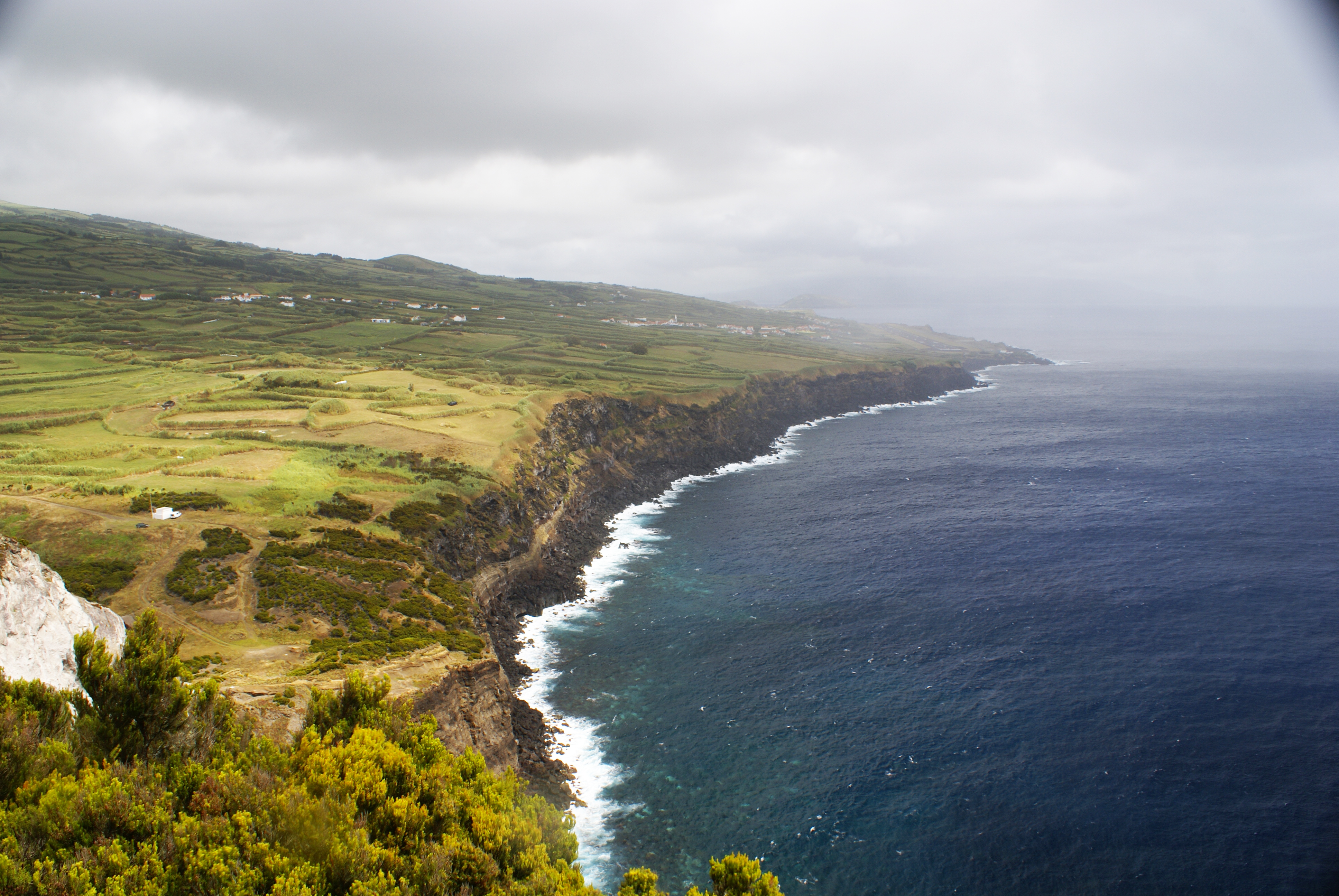
Morro de Castelo Branco, Horta: vista da costa voltada à ponta do Forte.

O 1.º Forte de Castelo Branco localizava-se na freguesia de Castelo Branco, no concelho da Horta, na costa sul da ilha do Faial, nos Açores.
Em posição dominante sobre este trecho do litoral, constituiu-se em uma fortificação destinada à defesa deste ancoradouro contra os ataques de piratas e corsários, outrora frequentes nesta região do oceano Atlântico.

## História
Encontra-se referido como "Reduto de Castelo Branco" no "Dicionário Corográfico dos Açores":
"Um grande morro assente sobre uma pequena península, ligada a terra por um istmo muito estreito. Sobre este morro se construiu um reduto e por ser de pedra branca, deu o nome à povoação."
Esta elevação ergue-se a 148 metros acima do nível do mar.
A estrutura não chegou até aos nossos dias. Terá sido sucedida pelo Reduto de Castelo Branco.